# Bieg na 2000 metrów
Bieg na 2000 metrów – lekkoatletyczna konkurencja biegowa, zaliczana do biegów średnich. Na otwartym stadionie 2000 metrów odpowiada pięć okrążeń.
Ten nietypowy dystans jest bardzo rzadko rozgrywany, brany jest tylko pod uwagę na niektórych mityngach lekkoatletycznych, gdzie często zawodnicy robią sobie sprawdzian przed startami na innych dystansach. Nie ma go na żadnych imprezach mistrzowskich.

## Chronologia rekordu świata w biegu na 2000 metrów

### Mężczyźni[1]
| Wynik   | Zawodnik           | Reprezentacja     | Data                      | Miejsce               |
| ------- | ------------------ | ----------------- | ------------------------- | --------------------- |
| 5:30,4h | John Zander        | Szwecja           | 16 czerwca 1918(dts)      | Sztokholm             |
| 5:26,4h | Paavo Nurmi        | Finlandia         | 4 września 1922(dts)      | Tampere               |
| 5:26,0h | Edvin Wide         | Szwecja           | 11 czerwca 1925(dts)      | Sztokholm             |
| 5:24,6h | Paavo Nurmi        | Finlandia         | 18 czerwca 1927(dts)      | Kuopio                |
| 5:23,4h | Eino Borg          | Finlandia         | 9 sierpnia 1927(dts)      | Viipuri               |
| 5:21,8h | Jules Ladoumègue   | Francja           | 2 lipca 1931(dts)         | Paryż                 |
| 5:20,4h | Miklós Szabó       | Węgry             | 4 października 1936(dts)  | Budapeszt             |
| 5:18,4h | Henry Jonsson      | Szwecja           | 2 lipca 1937(dts)         | Sztokholm             |
| 5:16,8h | Archie San Romani  | Stany Zjednoczone | 26 sierpnia 1937(dts)     | Helsinki              |
| 5:16,4h | Gunder Hägg        | Szwecja           | 21 lipca 1942(dts)        | Malmö                 |
| 5:11,8h | Gunder Hägg        | Szwecja           | 23 sierpnia 1942(dts)     | Östersund             |
| 5:07,0h | Gaston Reiff       | Belgia            | 29 września 1948(dts)     | Bruksela              |
| 5:02,2h | István Rózsavölgyi | Węgry             | 2 października 1955(dts)  | Budapeszt             |
| 5:01,6h | Michel Jazy        | Francja           | 14 czerwca 1962(dts)      | Paryż                 |
| 5:01,1h | Josef Odložil      | Czechosłowacja    | 8 września 1965(dts)      | Stará Boleslav        |
| 4:57,8h | Harald Norpoth     | RFN               | 10 września 1966(dts)     | Hagen                 |
| 4:56,2h | Michel Jazy        | Francja           | 12 października 1966(dts) | Saint-Maur-des-Fossés |
| 4:51,52 | John Walker        | Nowa Zelandia     | 30 czerwca 1976(dts)      | Oslo                  |
| 4:51,39 | Steve Cram         | Wielka Brytania   | 4 sierpnia 1985(dts)      | Budapeszt             |
| 4:50,81 | Saïd Aouita        | Maroko            | 16 lipca 1987(dts)        | Paryż                 |
| 4:47,88 | Noureddine Morceli | Algieria          | 3 lipca 1995(dts)         | Paryż                 |
| 4:44,79 | Hicham El Guerrouj | Maroko            | 7 września 1999(dts)      | Berlin                |
| 4:43,13 | Jakob Ingebrigtsen | Norwegia          | 8 września 2023(dts)      | Bruksela              |

### Kobiety[2]
| Wynik   | Zawodniczka        | Reprezentacja | Data                  | Miejsce  |
| ------- | ------------------ | ------------- | --------------------- | -------- |
| 5:28,72 | Tatjana Kazankina  | ZSRR          | 4 sierpnia 1984(dts)  | Moskwa   |
| 5:28,69 | Maricica Puică     | Rumunia       | 11 lipca 1986(dts)    | Londyn   |
| 5:25,36 | Sonia O’Sullivan   | Irlandia      | 8 lipca 1994(dts)     | Edynburg |
| 5:23,75 | Genzebe Dibaba     | Etiopia       | 7 lutego 2017(dts)    | Sabadell |
| 5:21,56 | Francine Niyonsaba | Burundi       | 14 września 2021(dts) | Zagrzeb  |
| 5:19,70 | Jessica Hull       | Australia     | 12 lipca 2024(dts)    | Monako   |